# Nijiiro Days
Nijiiro Days (虹色デイズ lit. Días de color arcoíris?), también conocida como Rainbow Days, es una serie de manga escrita e ilustrada por Minami Mizuno. Ha dado origen a un CD Drama, una serie de anime de 24 episodios, un especial de TV y un OVA. En el año 2013, la mangaka realizó un crossover junto con su colega Ayuko Hatta.

## Argumento
Natsuki, Tomoya, Keiichi y Tsuyoshi son amigos y estudiantes de preparatoria. No pertenecen a ningún club escolar y sólo buscan divertirse y encontrar el amor. Natsuki se enamora de Anna, una chica de otra clase, y entonces sus amigos deciden ayudarlo.

## Personajes
- Natsuki Hashiba (羽柴 夏樹 Hashiba Natsuki?)

Seiyū: Yoshitsugu Matsuoka
Es sensible y algo tímido pero muy amable. Se enamora de Anna después de que su novia tsundere lo cortara en 
la víspera de Navidad porque Anna aparece vestida de Santa Claus y lo anima. Con el pasar de los capítulos hacen una bonita amistad y Anna empieza a desarrollar sentimientos románticos hacia él.
- Tomoya Matsunaga (松永 智也 Matsunaga Tomoya?)

Seiyū: Takuya Eguchi
Él es un chico guapo y popular, mejor dicho, un poco mujeriego. Luego de conocer a la mejor amiga de Anna, Mari, empieza a desarrollar sentimientos románticos hacia ella e incluso intenta hacer todo para conquistarla, pero ella, al estar enamorada de Anna y odiar a los hombres, lo rechaza y lo golpea por lo cual su relación es de amor-odio.
- Keiichi Katakura (片倉 恵一 Katakura Keiichi?)

Seiyū: Nobunaga Shimazaki
Él es un chico amable y bueno en los deportes, aunque también es un sádico, algo que a las chicas de su edad no les gusta y cuando se le declaran se van molestas después de conocer su parte sádica. Decide que su interés es sólo para las mujeres mayores, lo cual cambia cuando conoce a la hermana menor de Tomoya, Nozomi, luego de que ella se enamorara, ya que Keiichi la salvó de una herida en el pie. Cuando un día ve que a su hermano entrar a un karaoke con Keiichi decide arreglar un encuentro con él a través de Tomoya, quien se niega rotundamente hasta que cede. Luego de un tiempo de salir juntos los 8, en un viaje Nozomi se le declara entonces él le dice que prefiere a las mujeres mayores, pero ella sigue firme y le dice que no va a dejar de amarlo solo por eso, este decide como última opción mostrar su parte sádica por lo cual ella le responde que le encantaría ver más facetas de él; Keiichi decide entonces darle una oportunidad y tomarla en serio (en el anime no muestra mucho cariño hacia ella pero en el manga sí).
- Tsuyoshi Naoe (直江 剛 Naoe Tsuyoshi?)

Seiyū: Kōki Uchiyama
Él es un chico serio y buen estudiante. Es un otaku y es el enamorado de Yukiko. Él la ama pero no lo demuestra, aunque hay veces en que se arma de valor y le dice que la quiere con palabras o acciones.
- Anna Kobayakawa (小早川 杏奈 Kobayakawa Anna?)

Seiyū: Minami Tsuda
Es una chica trabajadora, amable y linda. Se enamora de Natsuki al final del anime, pero no lo dice a nadie y decide guardárselo. En el manga, se podría decir que, tras la confesión de Natsuki, ella acepta y se hace su novia.
- Mari Tsutsui (筒井 まり Tsutsui Mari?)

Seiyū: Yumi Uchiyama
Es la mejor amiga de Anna y está enamorada de ella. Se podría decir que es una especie de tsundere; ella dice que odia a los hombres, pero con el único que ha tenido una buena relación es con Matsunaga.
- Yukiko Asai (浅井 幸子 Asai Yukiko?)

Seiyū: Shizuka Ishigami
Es una chica alegre, enérgica y bonita. También es otaku y es la enamorada de Naoe. Ella está en otra secundaria. En el anime no se explica cómo se conocieron, pero en el manga sí.
- Nozomi Matsunaga (松永 希美 Matsunaga Nozomi?)

Seiyū: Ai Kayano
Es la hermana menor de Tomoya. Es callada, dulce y buena estudiante. Le gusta Keiichi y se lo dice, así que comienzan a salir; se podría decir que es masoquista.

## Media

### Manga
El manga comenzó a ser publicado el 13 de enero de 2012 en la revista Bessatsu Margaret de la editorial Shūeisha. Aún sigue en publicación. La editorial Kazé se encarga de su distribución en Francia.

#### Lista de volúmenes
| Volumen | Fecha de publicación en Japón |
| ------- | ----------------------------- |
| 01      | 25 de mayo de 2012            |
| 02      | 22 de noviembre de 2012       |
| 03      | 24 de mayo de 2013            |
| 04      | 25 de septiembre de 2013      |
| 05      | 25 de febrero de 2014         |
| 06      | 25 de junio de 2014           |
| 07      | 24 de octubre de 2014         |
| 08      | 13 de septiembre de 2015      |
| 09      | 25 de mayo de 2015            |
| 10      | 25 de septiembre de 2015      |
| 11      | 25 de diciembre de 2015       |
| 12      | 25 de abril de 2016           |
| 13      | 19 de septiembre de 2016      |
| 14      | 19 de diciembre de 2016       |
| 15      | 24 de abril de 2017           |

### Nijikuro Gakuen no Nijichō: Seikatsu Shidō-hen
Nijikuro Gakuen no Nijichō (虹黒学園の日常 ～生活指導編～ lit. Escuela Nijikuro de Orientación?) es un one-shot escrito en conjunto por Ayuko Hatta y Minami Mizuno, donde cruzan las historias de Ōkami Shōjo to Kuro Ōji y Nijiiro Days. En este crossover Kyōya Sata debe ser el guía en su escuela para un extraño grupo de chicos.

### CD drama
El 24 de octubre de 2014 salió a la venta un CD drama junto con la edición limitada del 7° volumen del manga.

#### Reparto
| Personaje        | Seiyū Original (Japón) |
| ---------------- | ---------------------- |
| Tsuyoshi Naoe    | Kōki Uchiyama          |
| Keiichi Katakura | Nobunaga Shimazaki     |
| Tomoya Matsunaga | Takuya Eguchi          |
| Natsuki Hashiba  | Yoshitsugu Matsuoka    |
| Anna Kobayakawa  | Minami Tsuda           |
| Mari Tsutsui     | Yumi Uchiyama          |
| Yukiko Asai      | Shizuka Ishigami       |
| Nozomi Matsunaga | Ai Kayano              |

### Anime
La serie de anime ha sido animada por el estudio Production Reed y transmitida por las señales Chukyo TV, Nippon BS, Sapporo TV, Tokyo Metropolitan Television y Yomiuri Telecasting Corporation entre el 10 de enero y el 26 de junio de 2016. La misma constó de 24 capítulos. En Francia ha sido transmitida vía web por Anime Digital Network. Lo mismo ocurrió en Italia, transmitida por los sitios PopCorn TV y YouTube.

### Nijiiro Days: Houkago Special
Nijiiro Days: Houkago Special (虹色デイズ 放課後スペシャル?) es un especial de TV lanzado el 3 de abril de 2016. El mismo es un resumen de los 12 primeros capítulos de la serie de anime.

### Nijiiro Days OVA
Nijiiro Days OVA (虹色デイズ OVA?) es un episodio especial en formato OVA que será lanzado el 23 de septiembre de 2016 junto con la edición limitada del 13° volumen del manga.

## Recepción
El 13° volumen del manga ha vendido 54.254 copias en su semana de lanzamiento, siendo el 15° tankōbon más vendido en ese período de tiempo en Japón. El 14º volumen fue el 13º más vendido en su semana de lanzamiento, con 61.013 copias vendidas.